# Parafomoria cistivora
Parafomoria cistivora é uma espécie de insetos lepidópteros, mais especificamente de traças, pertencente à família Nepticulidae.
A autoridade científica da espécie é Peyerimhoff, tendo sido descrita no ano de 1871.
Trata-se de uma espécie presente no território português.